# 克鲁陨击坑
克鲁陨击坑(Crewe)是火星珍珠湾区的一座小撞击坑，直径约3.6公里，中心坐标位于南纬25.1度、西经19.6度处，其名称取自英国柴郡克鲁镇，1976年，被国际天文联合会正式采用。